# 山东省立第二乡村师范学校

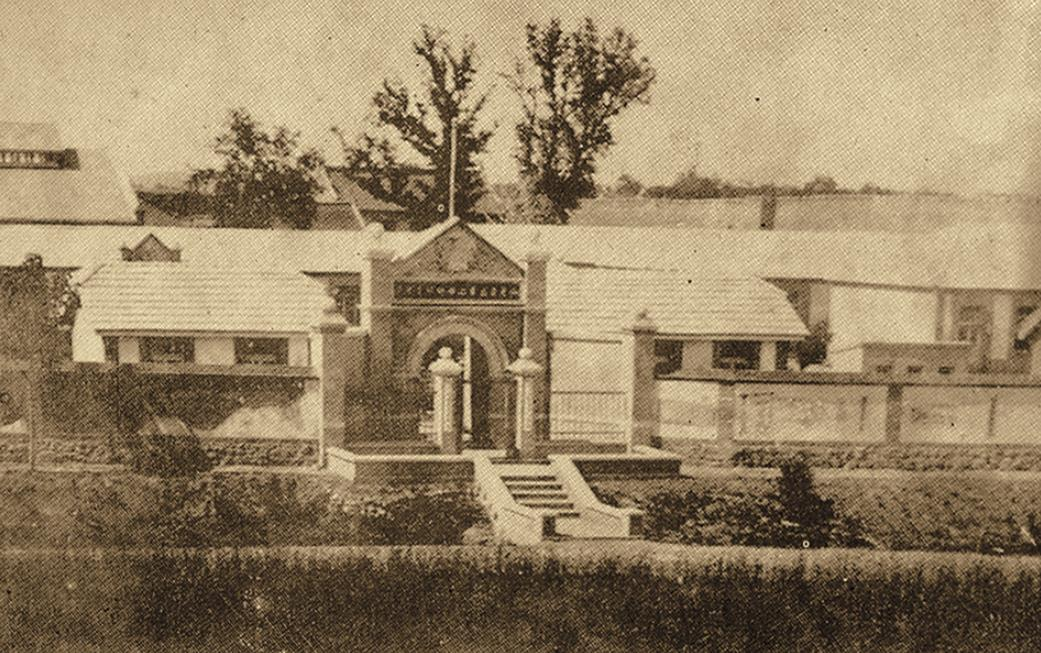
山东省立第二乡村师范学校校门

山东省立第二乡村师范学校，坐落于中华民国山东省莱阳县的一所乡村师范学校，成立于1930年，1934年更名为山东省立莱阳简易乡村师范学校，1937年停办。

## 历史

### 始创
1928年5月，中華民國大學院主持召开第一次全国教育会议，会上决定各省应选址开设幼稚师范及乡村师范学校。山东省教育厅于1929年8月在济南设立了山东省立第一乡村师范学校。
1930年6月，山东省教育厅决定在莱阳成立山东省立第二乡村师范学校。同月，莱阳县政府以地方随粮带征大洋4.22万元，宣政院、马山埠、三官庙旧庙观价值约万余元的70余间旧料作为校舍建筑费用动工兴建二乡师，校址位于宣政院、小寺庙旧址（今属莱阳市城厢街道）。1930年10月，董凤宸出任二乡师首任校长，学校设教务、训育、事务三处，设教务员1人，训育员1人，事务员2人，校医1人，另外专设乡村活动指导员及义务教育试验区指导员各1人。
1930年11月14日，二乡师招考首届新生，从250名应试者中录取两个班80名学生。1930年12月25日，开学上课。此后每年招生两个班，每班定额40名。学校提供免费住宿，每个学生补贴月生活费5元。1931年9月，董凤宸聘请王哲任教务主任，王哲为中共党员。1932年1月，二乡师校园竣工，占地面积63.8亩，校舍290余间，另有林场2余亩，农场30余亩，设有图书馆、阅览室、理化仪器室、动植物标本室、工艺室、雅乐室、游艺室、浴室、餐厅、卫生室、大礼堂、农场及操场、田径场等设施。1932年4月起，学校增专设童子军教员1人。
1932年，国文教师张光吾因宣传无政府主义，批评马克思主义、俄国十月革命，被亲共师生联合驱逐。1932年10月，山东省主席兼第三路军总指挥韩复榘与第二十一師師長劉珍年爆发内战。二乡师因遭刘珍年部抢掠破坏，师生散逃，于1932年底停课。1933年5月复课。
1934年2月23日，更名为“山东省立莱阳简易乡村师范学校”，简称“莱阳乡师”，但也被习称为“二乡师”。1934年3月，按山东省教育厅规定取消教务处、训育处、事务处，设教务、训育、事务、推广、农事五部，各设主任1人，并分别设教务员、训育员、事务员或干事助理员若干人。事务部为周芳亭任主任。推广部主管推广民众教育，指导学生社会活动，主持实验区内事宜，李景唐任主任。农事部主管各种农事调查、农事实验、农事推广及指导学生实习、农场经营等事宜，韩炳华任主任。二乡师还附设中心小学一处，设主任1人。教师管理实行校长聘任制，被聘教师一般都是大学本科毕业生，少数是专科毕业生。1935年9月，何其芳到校任教。
1935年12月，一二·九运动爆发，二乡师学生罢课两周、组织抗日宣传活动响应。1936年秋，吴幸之等5人秘密建立中华民族解放先锋队小队。1936年10月10日，学生自治会组织召开莱阳乡师学生抗日救国会成立大会。1936年10月19日鲁迅病逝，学校召开悼念大会，进行抗日宣传动员。
1937年，吴伯箫继任二乡师校长，教务主任为姜守迁，训育主任为杜仁山。同年臧克家来校任教。

### 停办
隨着中华民国的抗日战争白热化，1937年8月起北京一帶高校內遷，1937年10月山东省教育厅通知省立、县立学校火速迁往临沂。因学校南迁，学校11月停办。12月23日，大日本帝國北支那方面軍第2軍南渡黃河攻入山東腹地。
莱阳乡师历时八年，共招收了八级学生640余人。莱阳乡师停办后，大部分师生或前往中共陕甘宁边区，或参加当地抗日游击队，或参加中共地下活动，成为中国共产党各条战线上的领导干部。

## 学科与课程
| 学科     | 课程 | 备注             |
| -------- | --- | ---------------- |
| 语文科   | 国文、国语文法、国音字母、中国文学史、中国文字学、儿童文学、文学理论                                                 |                  |
| 数学科   | 算学、代数、平面几何                                                                                                 |                  |
| 理化科   | 初中物理、初中化学、简易有机化学                                                                                     |                  |
| 自然科   | 生理卫生、植物、动物、矿物                                                                                           |                  |
| 史地科   | 中国历史、中国地理、外国历史、世界地理                                                                               |                  |
| 艺体科   | 音乐、图画、劳作、体育、国术                                                                                         | 国术为童子军课程 |
| 农业常识 | 农业概要、土壤学、农作物病虫害的防治                                                                                 |                  |
| 社会科   | 公民、社会科学、三民主义、农村经济、合作概论、法律常识                                                               |                  |
| 教育科   | 教育心理学、乡村教育、各科教学法、民众教育、小学行政、儿童心理、小学教学法、幼稚教育、教材研究、推广教育、教育应用文 |                  |
| 选修科   | 英语、家事学 | 家事学限女生选修 |

选修科每周仅利用课外活动时间安排两三次课。1934年改简易乡师后，自然科被分为植物、动物、化学、物理四科，增设水利概要、教育概论、教育测验与统计、小学教育、实习等课程。

## 学制与学时安排
秋季开学，学制4年8个学期。各科均采用学分制，每周授课1小时，课外复习1小时，满一学期记1学分；作文、实习等课外预备时间不足1小时的课程记0.5学分。每学期平均应修28个学分，修满224学分才可以毕业。
每周星期一至星期六上课6天，每天有50分钟一节的正课8节。星期一的第一节固定为“总理纪念周”演讲或政治形势报告，星期六的最后一节则固定是班会。

## 实习与乡村启蒙
二乡师设有义务教育实验区，包括莱阳城西大沽河两岸的周格庄等15个村。1933年秋至二乡师疏散期间，在莱阳城南迟家庄开办实验小学，组织迟家庄30余名学龄儿童免费入学，由师范部学生主持校务，师范部四年级学生分组轮流负责教学，每组教学两周，为学生提供毕业前实习。
二乡师设有内分为果树区、棉作区、农作区、花圃区、蔬菜区、畜牧区、林木区等的农事实验场供学生劳作实习。
二乡师在春秋农闲期间开设民众夜校，教职员也由学生选任，学校推广部及指导员负责监督和指导。民众夜校组织附近村民进行识字和快速学习，课程一般由五到六个月，安排在晚6点至8点或7点至9点。最初民众夜校设在校内，1933年后在西子泊、西关、南关、城南村、宫家菜园、北关等处各办一处，以扩大对附近村民的教育。

## 相关
1938年秋，山东省立第六联合中学在莱阳县城外的二乡师旧址筹组，原烟台中学校长张敏之任校长。1938年10月，六联中正式开始上课。1938年底，因日军压迫，莱阳城形势吃紧，六联中迁往牟平县青山村。

## 纪念
二乡师旧址位于莱阳市城厢街道西至泊村北的莱阳剧院附近，莱阳剧院大院内竖立有“山东省立第二乡村师范学校遗址”纪念碑。
鲁东大学在追溯校史的时候通常将1930年山东省立第二乡村师范学校的成立视为其学校的开端。